# Хачивань
Хачивань — хутор в Лабинском районе Краснодарского края.Входит в состав Вознесенского сельского поселения.

## География
Хутор расположен в 9 км северо-западнее административного центра поселения — станицы Вознесенской.
Единственная улица хутора — Садовая.

## Население
| 2002 | 2010 |
| ---- | ---- |
| 70   | ↘59  |